# Ken Carpenter
William Kenneth "Ken" Carpenter (19. dubna 1913 Compton — 15. března 1984 Buena Park, Kalifornie) byl americký atlet, specializující se na hod diskem, olympijský vítěz.
V letech 1935 a 1936 se stal mistrem USA v hodu diskem. Zvítězil na olympiádě v Berlíně v roce 1936 v novém olympijském rekordu 50,48 m. Svého osobního rekordu 53,08 m dosáhl ve stejném roce při závodech v Praze.